# Lagaropsylla duodecima
Lagaropsylla duodecima är en loppart som beskrevs av Beaucournu et Kock 1990. Lagaropsylla duodecima ingår i släktet Lagaropsylla och familjen fladdermusloppor. Inga underarter finns listade i Catalogue of Life.